# Доња Равска
Доња Равска је насељено мјесто у граду Приједор, Република Српска, БиХ. Према попису становништва из 1991. у насељу је живјело 250 становника.

## Становништво
| Националност       | 1991.        |
| Хрвати             | 146 (58,40%) |
| Срби               | 96 (38,40%)  |
| Југословени        | 7 (2,80%)    |
| остали и непознато | 1 (0,40%)    |
| Укупно             | 250          |

| Демографија | Демографија | Демографија |
| Година      | Становника  | Становника  |
| ----------- | ----------- | ----------- |
| 1948.       | 634         |             |
| 1953.       | 663         |             |
| 1961.       | 684         |             |
| 1971.       | 618         |             |
| 1981.       | 438         |             |
| 1991.       | 251         |             |